# MG D-type

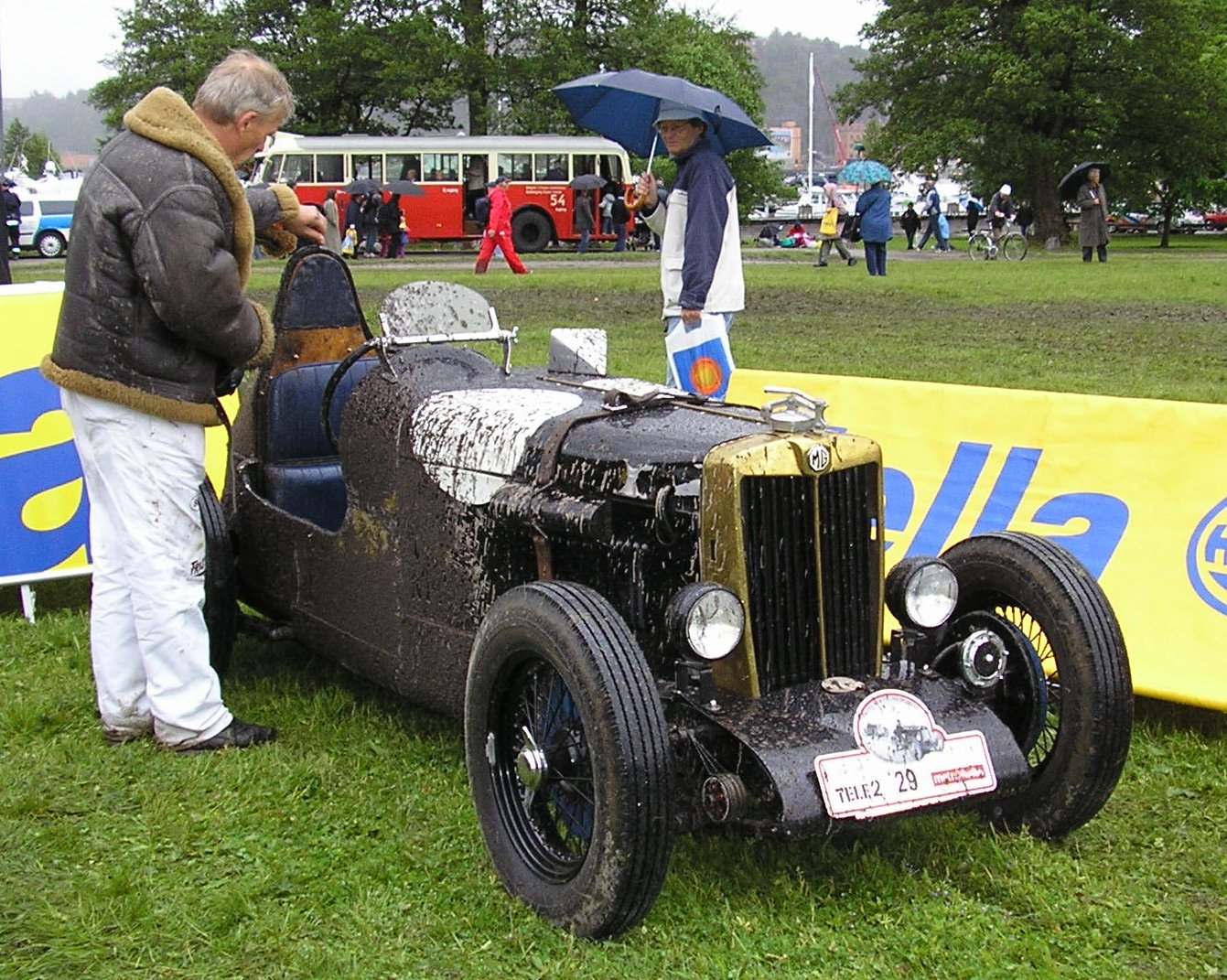
Une M.G. D-Type de 1932 modifiée pour la compétition.

La MG type D "Midget" est une voiture de sport produite par le constructeur anglais MG en 1931 et 1932. Elle utilise le moteur de la MG type M dans le châssis de la MG C-type et était seulement disponible en quatre places. Des 250 voitures produites, il y eut 208 randonneuses ouvertes, 37 berlinettes et cinq châssis furent habillés par des carrossiers extérieurs.
La voiture utilise le moteur M-Type de 847 cm³ dérivé à partir du moteur à arbre à cames en tête des Morris Minor et Wolseley 10 de 1928 avec un seul carburateur SU, produisant 27 cv (20 kW) à 4500 tr/min. La propulsion des roues arrière est faite par l'intermédiaire d'une boîte à trois vitesses non-synchronisée, une boîte à quatre vitesses étant disponible en option. Le châssis vient de la C-Type et a la forme d'une échelle avec une croix tubulaire, et passe sous l'essieu arrière. La suspension utilisée des ressorts semi-elliptiques et des amortisseurs Hartford à friction avec des essieux rigides à l'avant et à l'arrière. Les roues fil sont à verrouillage central, les freins commandés par câbles utilisent des tambours de huit pouces (203 mm). À 84 pouces (2134 mm) et 86 pouces (2184 mm) après les 100 premières voitures, l'empattement est plus long que sur la C-Type permettant d'accueillir une carrosserie plus vaste, mais la voie est restée la même à 42 po (1067 mm). 
En dépit de son apparence, la voiture n'était pas très rapide et 60 miles/heure (97 km/h) n'était possible que dans la randonneuse, la carrosserie étant vraiment de trop pour ce petit moteur. Les voitures sont assez rares aujourd'hui, beaucoup ayant été converties en répliques de Type C. Pendant que la D-Type est proposée, MG a également offert la F-Type, avec un 6 cylindres de 1271 cm³, et vus de l'extérieur, les deux véhicules sont quasiment identiques. La puissance supplémentaire de la F-Type en fait une bien meilleure voiture, qui s'est bien mieux vendue.

## Galerie

Quelques MG D type
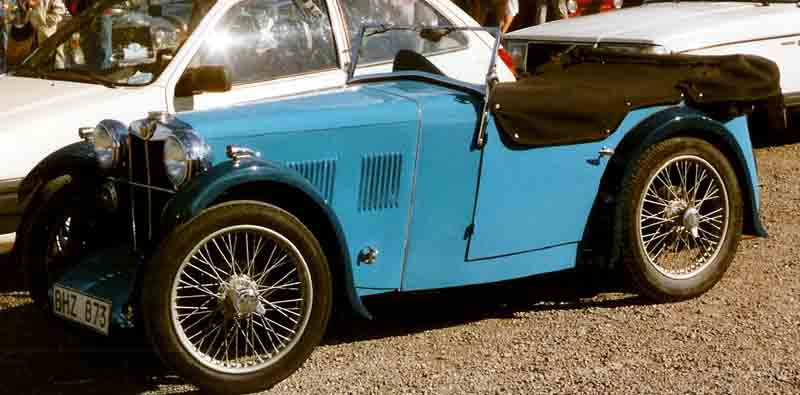
4 Places 1931
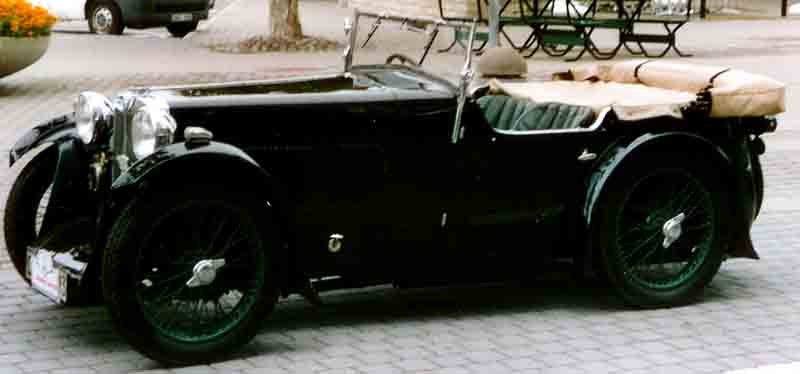
4 Places 1932
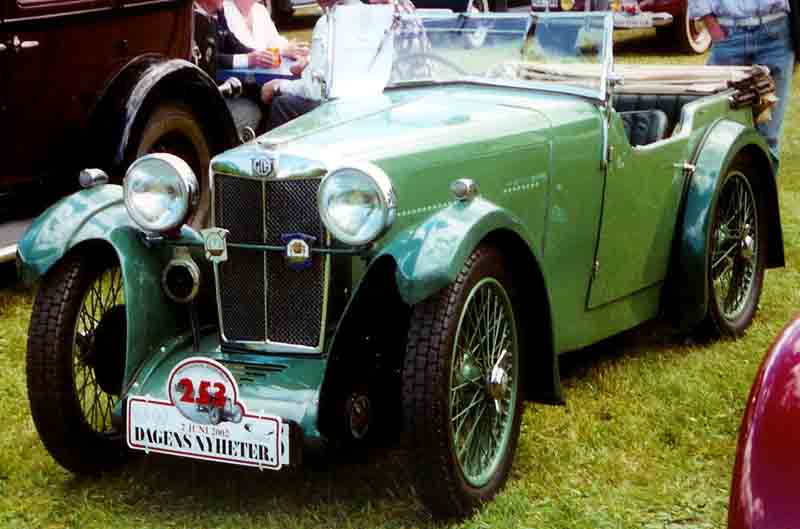
4 Places 1932
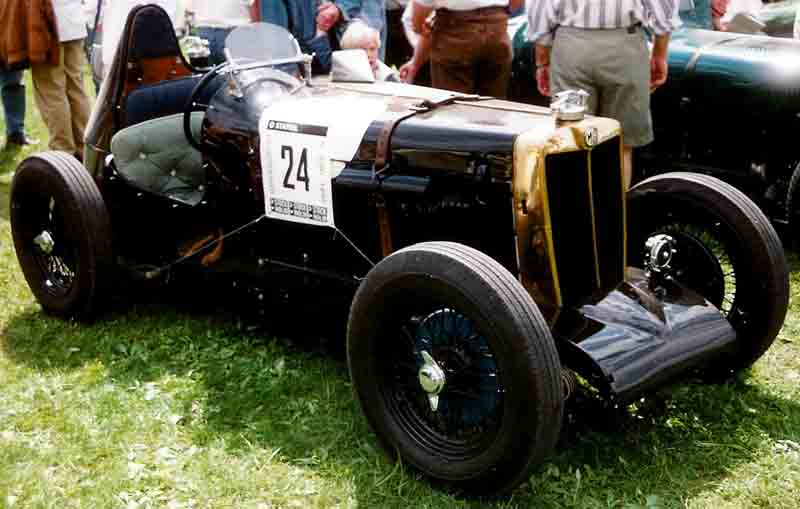
Spécial Racer 1932